# Incilius cristatus
Espèce
Synonymes
- Bufo cristatus Wiegmann, 1833
- Bufo occipitalis Camerano, 1879

Statut de conservation UICN

 EN  : En danger
Incilius cristatus est une espèce d'amphibiens de la famille des Bufonidae.

## Répartition

Distribution

Cette espèce est endémique du centre de la Sierra Madre Oriental au Mexique. Elle se rencontre à Apulco et à Barranca de Xocoyolo entre 1 300 et 1 400 m d'altitude dans l'État de Puebla ; elle semble avoir disparu du Veracruz.

## Taxon Lazare
L'espèce est un exemple de taxon Lazare.

## Publication originale
- Wiegmann, 1833 : Herpetologische Beiträge. I. Über die Mexicanischen Kröten nebst Bemerkungen über ihnen verwandte Arten anderer Weltgegenden. Isis von Oken, vol. 26, p. 651–662 (texte intégral).